# Bembidion basicorne
Bembidion basicorne är en skalbaggsart som beskrevs av Notman. Bembidion basicorne ingår i släktet Bembidion och familjen jordlöpare. Inga underarter finns listade i Catalogue of Life.